# Quartier chinois
Pour les articles homonymes, voir Quartier chinois (homonymie) et Chinatown.

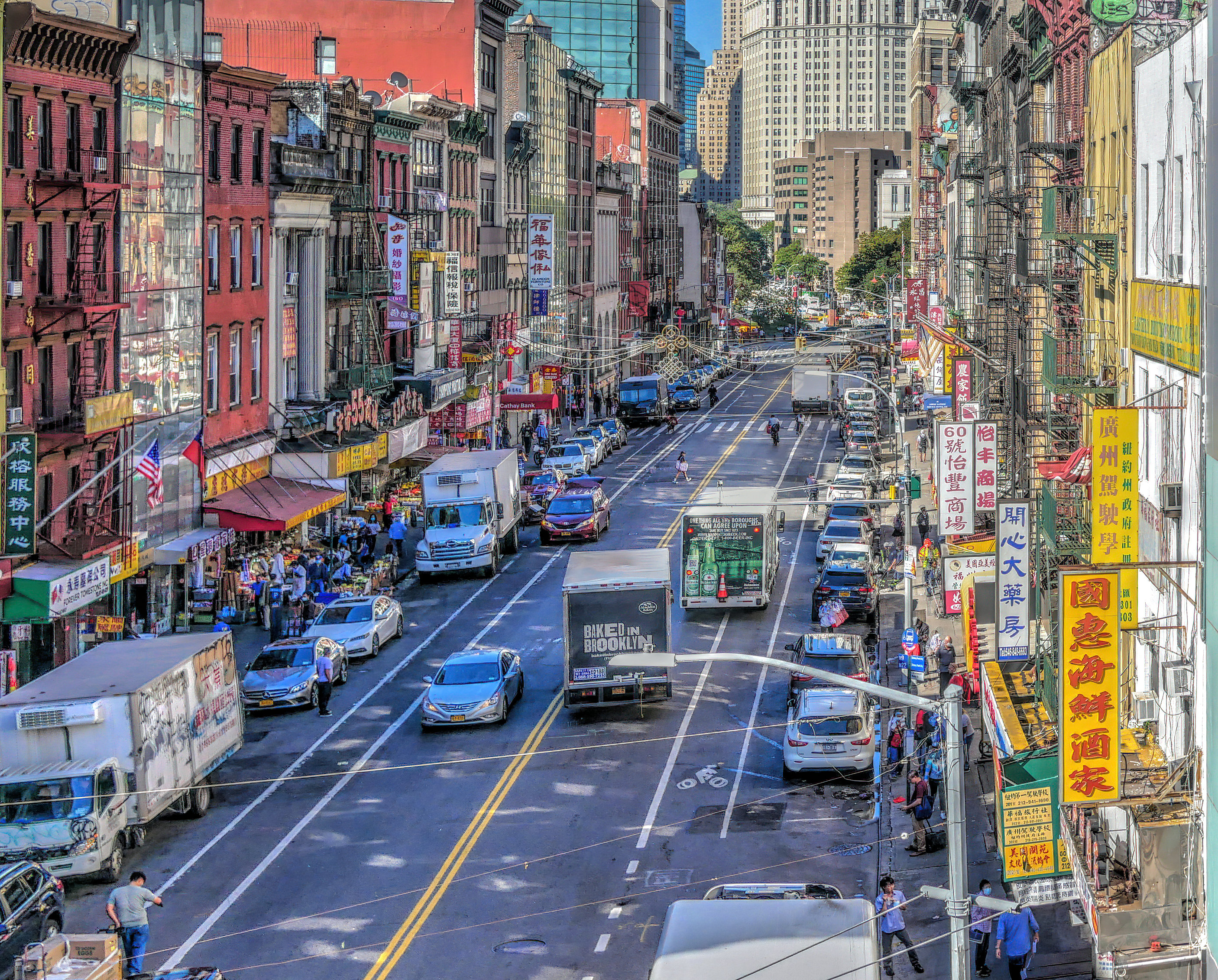
Chinatown à Manhattan, le plus grand du monde en dehors de l'Asie.

Un quartier chinois, ou encore Chinatown dans les pays anglophones, est une enclave urbaine comprenant des résidents chinois ou ayant une ascendance chinoise, ou plus généralement d'Extrême-Orient, comme des Vietnamiens, des Coréens, des Malaisiens ou des Thaïlandais. On parle également de « quartier asiatique ».
Le terme huaqiao (chinois simplifié : 华侨 ; chinois traditionnel : 華僑 ; pinyin : huáqiáo ; litt. « Chinois d'outre-mer ») désigne les populations d'origine chinoise habitant ailleurs qu'en Chine continentale ou à Taïwan. Ces populations ont souvent une citoyenneté différente tout en conservant leur appartenance culturelle han.
Ces quartiers sont généralement caractérisés par la présence d'un commerce communautaire important, ainsi que d'un certain nombre de restaurants chinois. Ils comprennent aussi souvent de nombreux magasins et restaurants vietnamiens, proposant des spécialités de nouilles, de soupes (phở) ou de bœuf.
Il existe des quartiers asiatiques en Europe (comme à Paris, Rome, ou à Londres) et en Amérique du Nord (aux États-Unis, au Canada et au Mexique). On trouve également des quartiers chinois en Asie du Sud-Est, particulièrement au Viêt Nam, en Thaïlande, en Malaisie, en Indonésie et à Singapour.
Il arrive qu'une même ville ait plusieurs quartiers ayant une forte concentration de population chinoise, mais dans chacune de ces villes, « Chinatown » ou le « quartier chinois » désigne généralement le centre historique où se sont concentrés les premiers arrivants. Les Chinatowns ou « quartiers chinois » de San Francisco, New York, Chicago, Sydney, Montréal ou Paris désignent ainsi en général un quartier pittoresque où se sont concentrées les premières vagues d'immigrants chinois : le Chinatown de Manhattan à New York, le Chinatown de Londres, le XIIIe arrondissement parisien, le quartier chinois de Montréal ou le Chinatown de San Francisco, à l'ouest du quartier des affaires.
Mais la population chinoise est cependant aussi fortement présente dans d'autres villes ou quartiers qui ne sont traditionnellement pas désignés comme des « quartiers chinois » : la banlieue montréalaise de Brossard, le quartier de Belleville à Paris, Cupertino en Californie ou le quartier san-franciscain de Richmond.
La composition des quartiers chinois européens et américains est sensiblement différente : en Europe, la majorité des Huaqiao viennent de Wenzhou, tandis qu'aux États-Unis et en Australie, ceux-ci viennent pour leur majorité de Canton. En France, pour des raisons historiques, beaucoup de Huaqiao viennent également, de l'ancienne Indochine française (Viêt Nam et Cambodge). Plus récemment, des Huaqiao sont venus du Dongbei (nord-est de la Chine, ainsi que d'autres régions chinoises.)

## Noms
Le quartier chinois est généralement appelé par ses habitants (chinois : 唐人街 ; pinyin : tángrénjiē ; Wade : tong⁴jan⁴gaai¹ ; pe̍h-ōe-jī : tong ngin gai ; litt. « La rue des personnes de Tang ») en référence à la Dynastie Tang, treizième dynastie chinoise (618–690 puis 705–907). Certains quartiers chinois sont juste formés d'une rue, telle que la relativement courte Fisgard Street à Victoria, en Colombie-Britannique ou le nouveau quartier chinois qui s'étend sur le Bellaire Boulevard à Houston, au Texas.
Un nom chinois plus moderne est Huábù (chinois simplifié : 华埠 ; chinois traditionnel : 華埠 ; litt. « La ville chinoise ») qui est employé dans les traductions chinoises officielles, sur des documents et des panneaux de quelques villes. Bù, prononcé parfois fù, signifie habituellement le port maritime, mais dans ce sens, il signifie la cité ou la ville. La traduction mot-à-mot littérale de Chinatown est Zhōngguó Chéng (chinois simplifié : 中国城 ; chinois traditionnel : 中國城), qui est de temps en temps employé dans l'écriture chinoise.
Le nom français est le quartier chinois. Le nom en langue espagnole est habituellement el barrio chino (le voisinage chinois; pluriel: los barrios chinos) utilisé en Espagne et en Amérique latine. Quelques pays ont adopté le nom anglais Chinatown. D'autres pays ont également des noms pour le quartier chinois dans des langues locales; cependant, ces noms locaux ne sont pas nécessairement une traduction de Chinatown. Par exemple, le quartier chinois central de Singapour s'appelle Niu che shui (chinois simplifié : 牛车水 ; chinois traditionnel : 牛車水) en mandarin de Singapour ce qui signifie littéralement « L'eau de chariot de bœuf ».

## Histoire
Les quartiers chinois ont été formés pendant des périodes de ségrégation institutionnalisée. Au XIXe siècle, aux États-Unis et au Canada, des lois interdisaient la vente de terres aux immigrés chinois à l'exception de certains territoires limités géographiquement. Des quartiers chinois apparurent en Europe avec l'installation de commerçants chinois. Les quartiers chinois étaient alors considérés comme des ghettos par les non-chinois.
Certains quartiers chinois sont très anciens, comme le Chinatown de Nagasaki au Japon, vieux de trois siècles. D'autres sont plus récents comme le quartier chinois de Las Vegas aux États-Unis qui s'est développé dans les années 1960.
Aujourd'hui de nombreux quartiers chinois sont considérés comme des quartiers multiculturels, commerçants et touristiques.

## Atmosphère et commerces
Le visiteur peut littéralement sentir les vieux quartiers chinois qui ont de nombreux marchés vendant du poisson et de la volaille, des magasins vendant de l'encens et des articles importés. En outre, on trouve une plus grande concentration de petits épiciers avec des étals sur le trottoir, des traiteurs bon marché et des bazars dans les quartiers chinois dominés par les cantonais plus anciens et traditionnels. Il y a relativement moins de ces boutiques dans les quartiers chinois suburbains et plus récents.
La population d'origine chinoise s'approvisionne quant à elle dans les nouveaux quartiers chinois de banlieue, où se trouvent des authentiques restaurants et centres commerciaux chinois. Tandis que les vieux Chinatowns sont des lieux touristiques, plusieurs quartiers chinois suburbains servent souvent d'escales aux ressortissants chinois et taïwanais en visite sur le continent. Des traiteurs qui vendent du canard de Pékin et du poulet à emporter sont souvent rattachés aux restaurants chinois attenants. En outre, les quartiers chinois suburbains présentent habituellement un éventail de restaurants de cuisine chinoise — par exemple, cuisine végétarienne bouddhiste, cuisine taïwanaise, et cuisine islamique chinoise — et des cafés plus modernes, des salons de thé, des boutiques chics, des magasins spécialisés (par exemple, des magasins se spécialisant dans les téléphones sans fil, la culture populaire asiatique, les services des réparations d'ordinateur), des boîtes de nuit, et bars de karaoké qui attirent une clientèle jeune. La coutume taiwanaise de boire du thé de lait de boba, également connu sous le nom de thé de lait de perle, s'est particulièrement répandue dans les Chinatowns de banlieue. Les habitants des quartiers chinois plus anciens ont été plus lents et moins nombreux à adopter ces nouvelles tendances. Ceci s'explique en grande partie par la population considérablement plus nombreuse de nouveaux chinois (dont beaucoup comprennent peu ou pas l'anglais), et de bas revenus dans les Chinatowns de banlieue, à cause du coût et du manque de logements disponibles dans beaucoup de quartiers chinois urbains.
Chaque année, le Nouvel An chinois fait l'objet de célébrations (parades, danse du dragon, démonstrations d'arts martiaux et d'acrobates…) qui animent les quartiers chinois.

## Les quartiers chinois d'Europe

### Allemagne

#### Berlin
Il existe des projets de développement d'un quartier asiatique, avec entre autres des restaurants, à Berlin.

### Belgique

#### Anvers
Le seul quartier chinois en Belgique est à Anvers, dans la rue Van Wesenbekestraat, près de la gare centrale.
C'est en effet le seul quartier asiatique 'officiel' en Belgique. On y trouve beaucoup de supermarchés et restaurants servant le dim sum. Tous[Interprétation personnelle ?] les Chinois de Belgique s'y rendent pour y manger et y acheter des marchandises pour leur propre restaurant chinois. C'est une rue très vivante.

#### Bruxelles
Il existe un quartier asiatique à Bruxelles, situé entre la Bourse et la place Sainte-Catherine, autour de la rue de la Vierge noire, à proximité des Halles Saint-Géry. On y trouve essentiellement des restaurants (chinois, vietnamiens, thaïlandais, japonais...), des épiceries et supermarchés asiatiques ainsi que quelques boutiques de produits artistiques, décoratifs ou ludiques.

#### Liège
La rue de la Régence est devenu un concentré d’epiceries et de restaurants asiatiques.

### France
En 2004, la communauté chinoise de France était estimée à 600 000 personnes. Selon la même source, elle devrait s'élever à 700 000 personnes en 2007. Pendant la Première Guerre mondiale, 140 000 Chinois se sont installés en France pour participer à l'effort de guerre. Aujourd'hui, les immigrés clandestins entrent dans l'hexagone par l'intermédiaire de passeurs et contre une somme d'argent importante. Certains sont exploités dans des ateliers de confection contrôlés par la mafia, afin de rembourser leurs dettes.

#### Paris

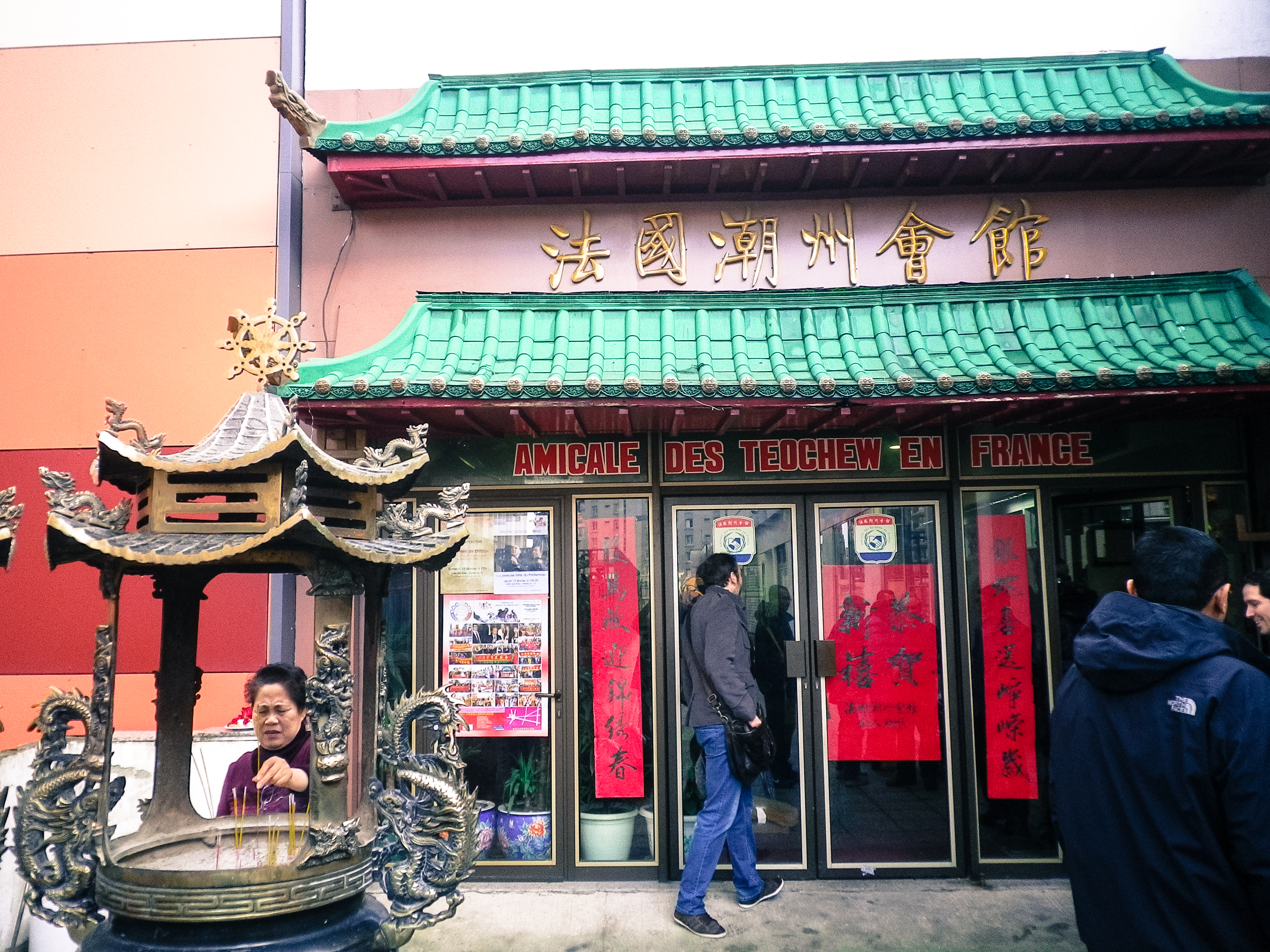
Temple bouddhiste dans le quartier asiatique de Paris.

En France, on trouve un quartier chinois à Paris dans le 13e arrondissement, plus particulièrement dans le Triangle de Choisy (entre l'avenue de Choisy, l'avenue d'Ivry et le boulevard périphérique). Les Chinois de ce quartier sont majoritairement teochew et cantonais, et sont arrivés avec la vague de réfugiés du Viêt Nam, du Laos et du Cambodge, où les communautés chinoises étaient souvent persécutées, dans les années 1970. Il y exercent un quasi-monopole commercial.
D'autres communautés se sont installées à Paris. En particulier, des Wenzhou se sont installés à Belleville dans les années 1990, comme l'avait déjà fait cette communauté wenzhou autour de la rue au Maire dans le quartier des Arts-et-Métiers dans les années 1900 puis 1930.
En 2004, le 11e arrondissement accueille également de nombreux commerces chinois : entre les boulevards Voltaire et Richard-Lenoir, on compte 105 magasins asiatiques de prêt-à-porter ; rue Popincourt, on peut recenser 68 magasins sur 300 mètres.
L'un des premiers quartiers chinois de Paris, l'îlot Chalon près de la gare de Lyon, a totalement disparu. Il avait été créé par des Chinois restés en France, après que la France eut « importé » une main-d’œuvre de plus de 40 000 Chinois pendant la Première Guerre mondiale. De même, les commerces asiatiques d'importation d'objets de luxe et de restauration installés à partir des années 1920 dans les quartiers de La Madeleine-Opéra et au Quartier latin n'ont pas entraîné de spécialisation résidentielle, mais l'installation de l'Office national du tourisme japonais près de l'avenue de l'Opéra a depuis les années 1990 abouti à la création d'un quartier japonais, puis coréen rue Sainte-Anne, qui offre de nombreuses boutiques et restaurants spécialisés. Le 15e arrondissement accueille aussi nombre de commerces coréens.

#### Marne-la-Vallée
La ville nouvelle de l'agglomération est-parisienne comprend une importante communauté asiatique, principalement chinoise, concentrée pour l'essentiel sur les communes de Lognes, Torcy, Noisy-le-Grand et dans une moindre mesure Bussy-Saint-Georges. C'est la seconde communauté la plus importante de France après Paris.
(Source: Elisabeth Brunel, "Revue européenne de migrations internationales" 1992)

#### Lyon

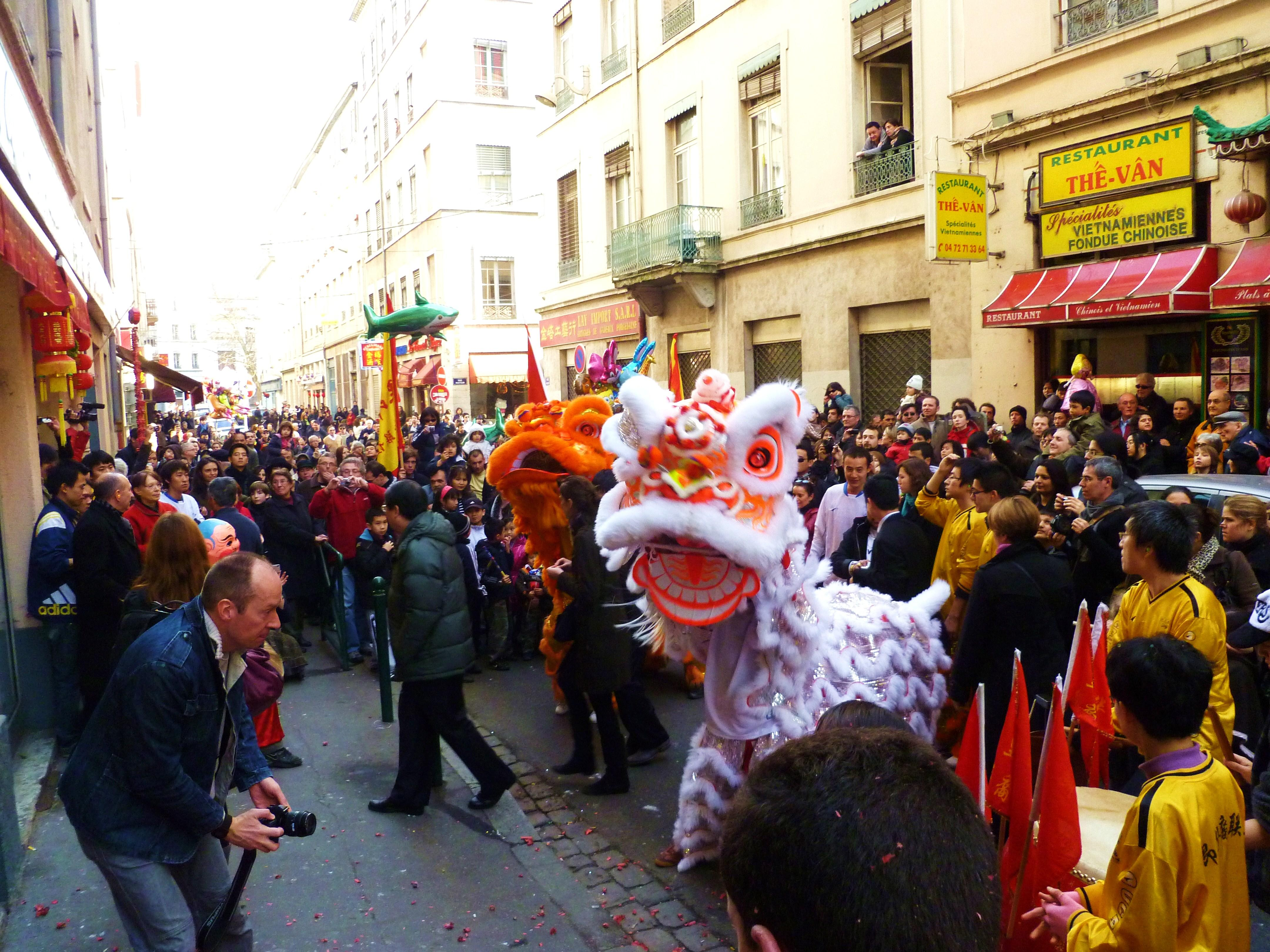
Le nouvel an chinois rue Passet. À gauche, on reconnaît Gérard Collomb, le maire de Lyon.

Le quartier chinois de Lyon, qui comporte une communauté d'environ 15 000 personnes, se trouve dans le 7e arrondissement. Troisième plus grand quartier chinois de France après ceux de Paris et de Marne-la-Vallée, il se situe dans le quartier de la Guillotière autour des rues Passet, d'Aguesseau et Pasteur et quelques autres rues adjacentes, entre les rues Basse-Combalot, de Marseille où passe le tramway et Montesquieu.
Lyon a eu très tôt des relations avec la Chine, notamment par l'intermédiaire de ses manufactures de soie. En 1856, la sériciculture française est touchée par la maladie du ver à soie et oblige à l'importation de graines de mûrier et de soieries chinoises. Un Institut Franco-Chinois a existé de 1920 à 1946 sur la colline de Fourvière pour permettre à des étudiants chinois de suivre des études en France.

#### Lille
De l'importante communauté chinoise disséminée dans la ville de Lille, on trouve néanmoins quelques commerces regroupés rue Jules-Guesde, dans le quartier cosmopolite de Wazemmes.

#### Toulouse
Un quartier chinois se trouve dans le quartier Belfort à Toulouse situé principalement sur la rue Denfert-Rochereau, métro Jean-Jaurès.

### Pays-Bas
Aux Pays-Bas, le principal quartier chinois d'Amsterdam se trouve dans le quartier chaud De Wallen, en particulier autour de la Zeedijk.

### Italie
La population d'origine asiatique est en pleine croissance. Le pays avait une très petite communauté chinoise depuis la Seconde Guerre mondiale. La croissance de la population date des années 1980. Entre 60 000 et 100 000 Chinois vivent en Italie.
Rome a plusieurs petits quartiers chinois, appelées Les Chinatowns. Le Chinatown romain le plus important est à Esquilino.
Le quartier chinois de Milan est autour de Via Paolo Sarpi.
Il y a un autre Chinatown dans la ville de Prato. Beaucoup d'immigrés de première génération travaillent dans l'industrie textile.
La mot italien pour Chinatown est quartiere cinese mais Chinatown est également employé.

### 

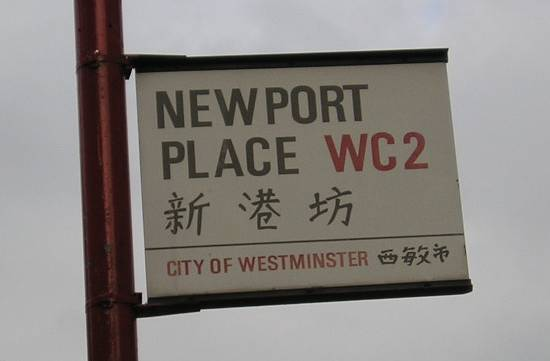
Signalisation bilingue dans le quartier chinois de Londres.

### Royaume-Uni

#### Londres
Le Royaume-Uni a plusieurs quartiers chinois. Le plus ancien quartier chinois d'Europe est à Londres, situé à Gerrard Street et à Lisle Street, dans le quartier de Soho, depuis les années 1950.
Le Chinatown original dans le quartier de Limehouse de Londres a été bombardé par la Luftwaffe pendant la Seconde Guerre mondiale.

#### Birmingham
Le Chinatown de Birmingham est sur le Ladywell Walk.

#### Newcastle
Il y a un petit Chinatown dans la ville de Newcastle-Upon-Tyne au nord est de l'Angleterre.

#### Aberdeen
En 2003, le conseil municipal d'Aberdeen, en Écosse, a approuvé des plans pour un nouveau Chinatown dans la partie nord de la ville.

#### Liverpool
Un Chinatown existe à Liverpool.
- Vue satellite de la Chinatown's Archway sur Wikimapia

### Russie

#### Saint-Pétersbourg
Il y a des plans pour développer un quartier chinois dans le quartier de Krasnoselsky de Saint-Pétersbourg. On lui propose pour plus de 150 à 200 hectares, qui incluront des restaurants, des magasins, un marché, une bibliothèque, un temple bouddhiste, et des logements.

#### Iekaterinbourg
Un quartier chinois se trouve dans la ville d'Iekaterinbourg.
Le quartier chinois d'Oussouriïsk, au nord de la ville de Vladivostok est proche de la Chine. On le connaît en russe en tant que de kitaïskiï gorodok (китайский городок).

### Serbie

#### Belgrade
Le plus grand quartier chinois de Serbie est situé dans la partie plus récente de Belgrade. Il y a de nombreux magasins chinois à travers tout le pays. Ils posent certains problèmes à cause des prix particulièrement bas de leurs produits, jugés par certains de moins bonne qualité. Ce commerce est une des causes de la stagnation l'industrie locale de la confection, particulièrement dans Novi Pazar.

## Les quartiers chinois d'Amérique

### Amérique du Nord
Plusieurs grandes villes américaines et canadiennes ont maintenant plus d'un chinatown — un principalement urbain le plus ancien, et d'autres attachés aux communautés suburbaines nouvellement créées. Ce modèle de vieux Chinatown au centre urbain et de nouveau quasi-Chinatown dans les banlieues est également pratiqué en Australie.
Les Chinatown suburbains ont été généralement établis dans les années 1970, et étaient le résultat de trois facteurs : l'assouplissement des restrictions d'immigration chinoise (Chinese Exclusion Act précédemment décrété en 1882 aux États-Unis et en 1923 au Canada), l'adoption de lois qui ont interdit la discrimination raciale dans l'immobilier, et l'amélioration des relations entre les États-Unis et la République populaire de Chine.
| Des vieux Chinatowns                                             | Des communautés chinoises suburbaines                                     |
| ---------------------------------------------------------------- | ------------------------------------------------------------------------- |
| Classe ouvrière                                                  | Classe moyenne et bourgeoise                                              |
| Population entre deux âges et âgée                               | Une population plus jeune (moins de 50 ans)                               |
| Cantonais, Taishanais (en diminution), Hokkien (à New York)      | Mandarins, Cantonais                                                      |
| Tourisme, restauration et magasins de souvenirs pour non-Chinois | Centre financier et commerces pour la communauté immigrée chinoise locale |
| Infrastructure vieillissante                                     | Centres commerciaux modernes                                              |
| San Francisco, Manhattan (New York), Chicago                     | Monterey Park, San Gabriel (Californie), Richmond (Colombie-Britannique)  |

#### Canada

##### Vancouver
Le quartier chinois de Vancouver est le plus grand au Canada et le troisième plus grand en Amérique du Nord, après ceux de New York et San Francisco. Le centre principal du Chinatown plus ancien est Pender et Main Streets à Vancouver centre, qui est également, avec le quartier chinois à Victoria, un des Chinatowns les plus anciens en Amérique du Nord, et a été une source d'inspiration pour une variété de littérature canadienne moderne.

##### Toronto
Le plus grand quartier chinois de Toronto se trouve sur Spadina Avenue et Dundas Street. Il y a une multitude d'autres Chinatowns dans toutes les banlieues de Toronto, particulièrement à Agincourt, Mississauga, Richmond Hill, et Scarborough.
Au nord de la ville de Toronto, la région de Markham est réputée pour sa grande concentration de Chinois ; en 2001, 30 % de la population de Markham, soit 62 355 personnes, étaient d'origine chinoise. Les Chinatowns de Toronto incluent des entreprises de plusieurs régions de la Chine, mais ils également sont dominés par des entreprises installées par des compagnies de Hong Kong aussi bien que des immigrés de Hong Kong et leurs familles. En outre, le vieux Chinatown de Toronto de Spadina Avenue a certainement éprouvé une influence vietnamienne, avec plusieurs restaurants vietnamiens dans le paysage.

##### Ottawa
Le « chinatown » d'Ottawa est appelé réellement le Asian Village (« village asiatique ») et il est situé dans la région de Centretown, sur Somerset Street West à proximité de Bronson Avenue. C'est le mélange d'une communauté avec les entreprises chinoises et vietnamiennes.

##### Montréal
Par opposition au quartier chinois de Toronto, celui de Montréal, au Québec est petit. Il est situé sur la rue de La Gauchetière et autour de la rue Saint-Urbain et du boulevard Saint-Laurent, entre le boulevard René-Lévesque et la rue Viger (station de métro de Place-d'Armes). Sa taille le distingue par contre des autres quartiers chinois des pays francophones car il en est un des plus grands. Bien que peu d'Asiatiques de l'est y habitent encore, le quartier est plutôt ancien et est encore très actif. À Montréal, l'expression « quartier chinois » pour désigner cette partie de la ville remonte à 1902. Le quartier se compose d'un certain nombre d'immigrés originaires de la région de Canton, de Hong Kong et du Viêt Nam.

##### La ville de Québec
Il y avait jadis, à Québec un quartier chinois situé dans une partie du Quartier Saint-Roch, de Limoilou, et en dessous de l'autoroute Dufferin (fresques de l'autoroute Dufferin). Ce quartier semble avoir été détruit lors de la construction de l'autoroute Dufferin. Cependant, une partie de cet ancien quartier est toujours visible sur l'autoroute Charest dans Saint-Roch (entre autres) et une autre partie existe toujours dans Limoilou, quartier dans lequel une renaissance asiatique semble vouloir naître.
« Le Quartier chinois virtuel de Québec » est un projet qui vise à faire renaître sur le web un quartier chinois virtuel en l'absence d'un Chinatown traditionnel dans la ville de Québec.

##### New York

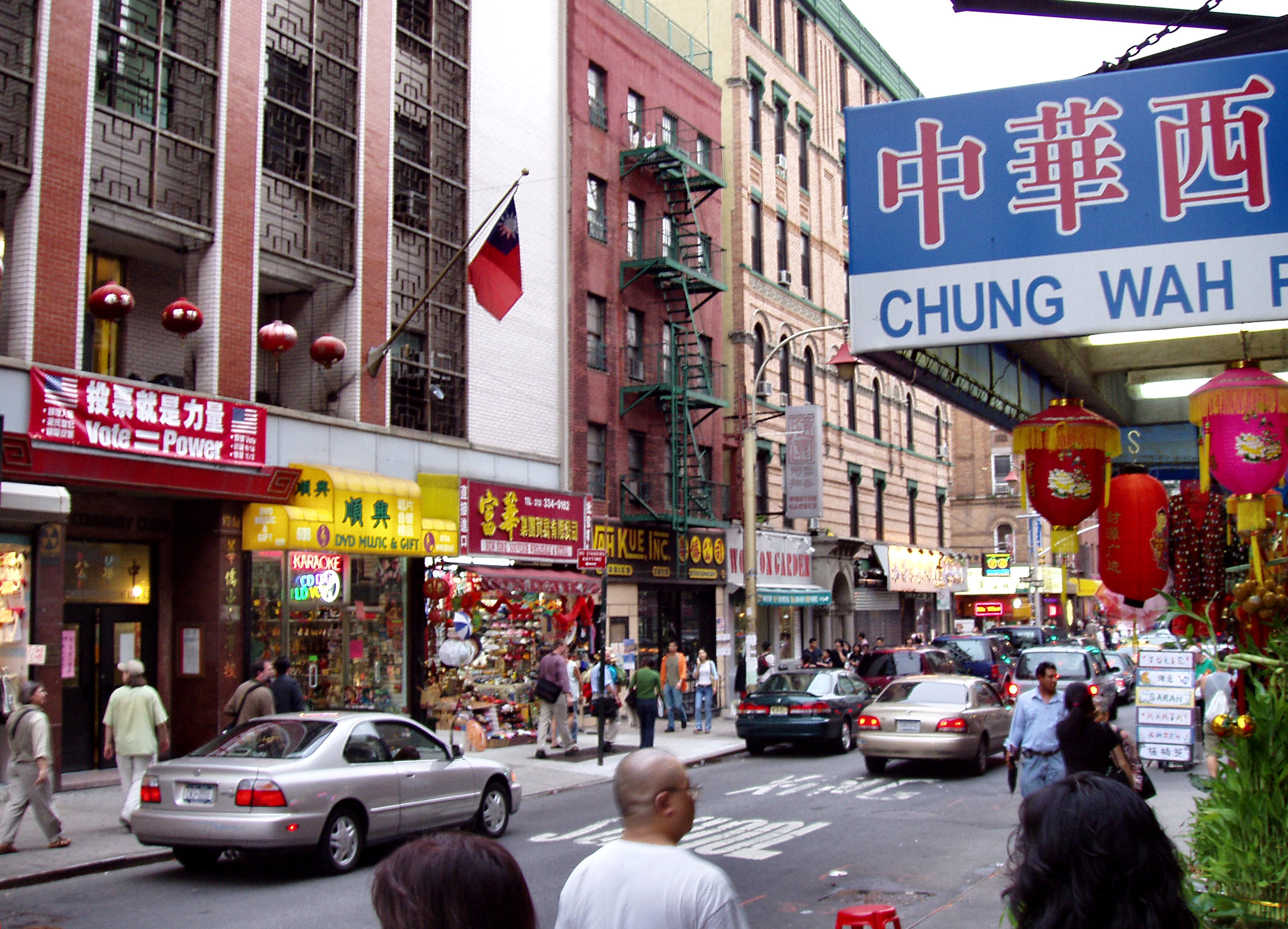
Chinatown à Manhattan.

Le vieux quartier chinois de New York est concentré sur la Canal Street à Manhattan depuis les années 1880 et accueillant de nombreux immigrés illégaux venus du Fujian, mais au moins deux autres quartiers chinois satellites sont situés l'un sur la Roosevelt Avenue et la Main Street à Flushing, dans le quartier de Queens, qui concentre davantage de Taïwanais et a surpassé le vieux quartier chinois de Manhattan et est réellement aujourd'hui le plus grand quartier chinois des États-Unis, et l'autre dans le voisinage de Sunset Park, dans le quartier de Brooklyn autour des 50e à 65e rues, le long de la 8e Avenue. Quelques parties du Little Italy (« Petite Italie ») du quartier de Manhattan, en grande partie évacuées par les Américains d'origine italienne qui ont déménagé en banlieue ou dans les quartiers adjacents (Brooklyn, Queens), sont annexées par le quartier chinois.
Tandis qu'il y a les immigrés juridiques, le Chinatown de Manhattan attire beaucoup d'immigrés illégaux, en particulier de la province côtière de Fujian en Chine. Ces derniers sont habituellement employés dans les restaurants chinois pour payer leur passage aux États-Unis. Les Fujianais parlent un dialecte chinois différent appelé Hokkien, et ils sont relativement isolés du reste de Chinatown.
Le Chinatown de Manhattan a été décrit dans plusieurs de films policiers et émissions télévisées américains, particulièrement ceux traitant le crime, troupes, et immigration illégale dans Chinatown et ainsi de suite.

##### San Francisco

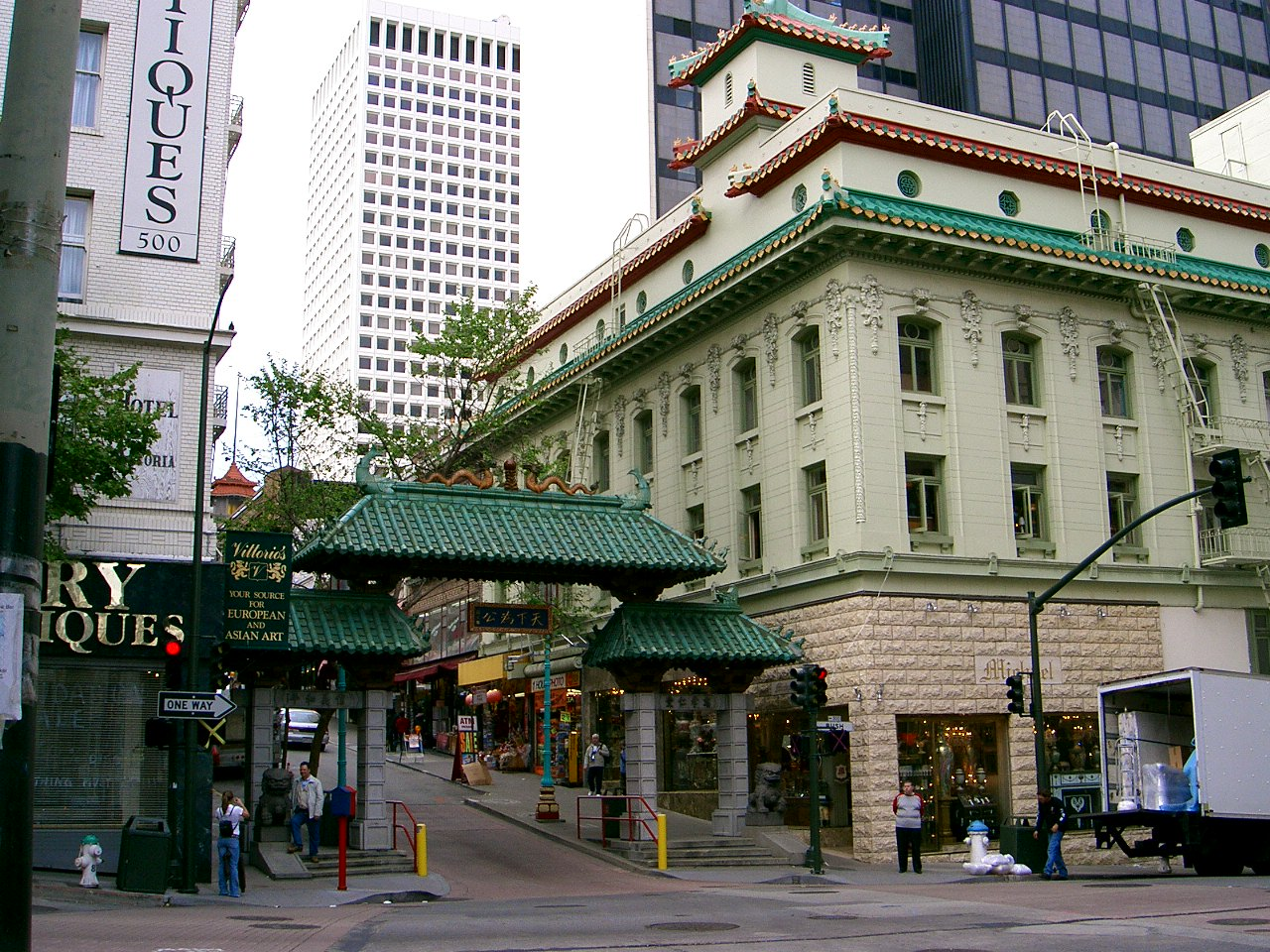
Quartier chinois dans San Francisco.

En Amérique du Nord, San Francisco a le troisième plus grand Chinatown. Au cours des dernières décennies, deux autres quartiers dans l'ouest de la ville, les districts de Richmond et Sunset, accueillent également une forte concentration chinoise, celle-là majoritairement mandarinophone. Le Chinatown historique de San Francisco a été dépeint dans plusieurs films et séries télévisées américains, notamment La Dame de Shanghai.

##### Los Angeles
Los Angeles a un Chinatown historique très touristique sur Broadway Avenue, au nord-est de Los Angeles, depuis les années 1930–1940. Nombre de Vietnamiens et Cambodgiens d'ethnicité chinoise possèdent plusieurs entreprises dans ce quartier, y compris des bazars, des restaurants et des magasins. Il existe des quartiers nouveaux et plus modernes prospères où la concentration de la communauté chinoise est importante dans les banlieues de Los Angeles de Monterey Park, Alhambra, San Gabriel, et Rowland Heights, où beaucoup d'immigrés taïwanais plus aisés ont élu domicile.

##### Chicago

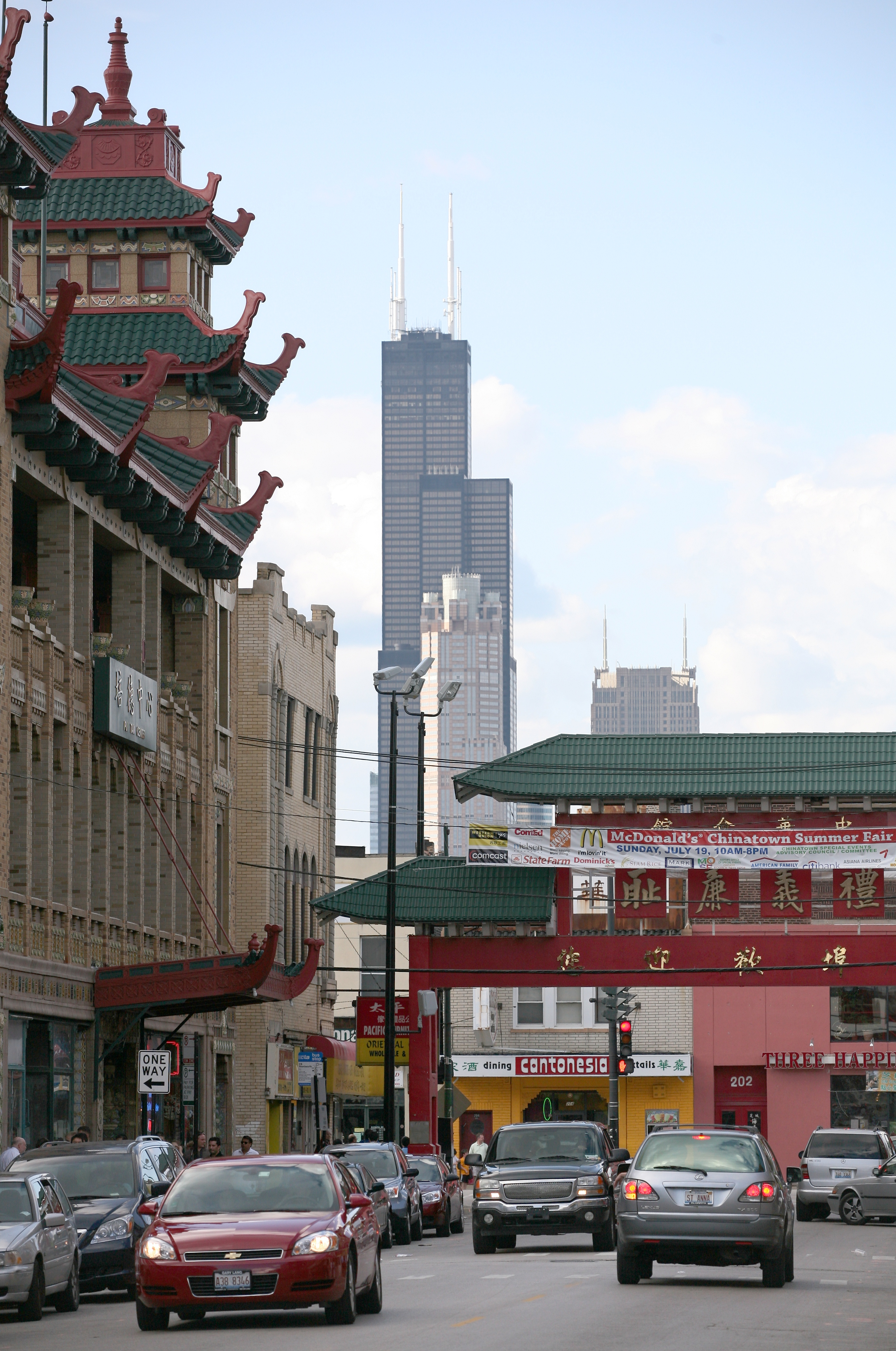
Le Chinatown de Chicago.

Le Chinatown de Chicago est situé dans le South Side de la ville, dans le quartier d'Armour Square, centré sur les avenues de Cermak et Wentworth, il est considéré comme un exemple de l'Amérique. Le quartier chinois de Chicago est réputé pour ses nombreuses banques, ses restaurants chinois, ses boutiques, ses épiceries, ses magasins de médecine chinoise et possède un grand nombre de services qui s'adressent aux personnes qui s'intéressent à la culture chinoise, y compris des écoles pour apprendre à parler le chinois, en particulier le dialecte cantonais.
Il s'agit d'un centre pour le peuple chinois dans la ville de Chicago, un centre d'affaires pour le chinois dans le Midwest, ainsi qu'une destination populaire pour les touristes et la population locale. Il existe également un deuxième quartier asiatique à Chicago, celui de Little Vietnam regroupant une forte population d'origine cambodgienne et vietnamienne, centré sur Argyle Street dans le quartier d'Uptown. Actuellement, le chinatown de Chicago est le troisième du pays, derrière ceux de New York et de San Francisco.
Selon le bureau du recensement de la population de 2000 du Chicago Primary Statistical Areas la somme de ces deux quartiers comprenait dans leurs limites environ 97 021 Asiatiques.

##### Washington, D.C
Un Chinatown existe à Washington.

##### Las Vegas
Un Chinatown existe à Las Vegas depuis le début des années 1990 sur Spring Mountain Road, à l'ouest du touristique Las Vegas Strip. À la différence de plusieurs de ses contre-parties urbaines plus anciennes comme New York ou San Francisco, le Chinatown se compose d'un certain nombre de centres commerciaux modernes qui ont été récemment développés.

##### Boston
Il existe également un chinatown à Boston.

##### Honolulu
Il existe également un chinatown à Honolulu (Hawaï).

#### Mexique

##### Mexico

Le quartier chinois à Mexico.

Le quartier chinois de Mexico est un des quartiers de la ville qui est né durant les années 1970 près de l’Alameda Central, parc principal du centre historique de la ville, où se sont concentrés des immigrants chinois provenant de Canton, province de Guangdong. Ce quartier est situé dans les rues Dolores et Marroquín au centre-ville.
Là non seulement vivent des immigrants chinois, aussi coréens, indonésiens et philippins qui font partie de ce quartier très particulier de la ville. Plusieurs restaurants et magasins chinois s'y sont installés.

### Amérique latine et Amérique du Sud

#### Argentine

##### Buenos Aires
Le quartier de Belgrano de Buenos Aires, en Argentine, contient l'un des plus grands et plus actifs Barrio Chino en Amérique latine. Il est cependant plutôt restreint en superficie puisqu'il se compose essentiellement de la Calle Arribeños entre les Calle Mendoza et Calle Montañeses. Un grand nombre de Taïwanais récents et d'immigrés chinois habitent dans ce secteur. (Barrio Chino est un terme mal choisi puisque d'autres immigrés asiatiques non-Chinois tels que les Coréens et les Vietnamiens vivent également dans le secteur). Une partie de l'intrigue principale du film Happy Together du réalisateur Wong Kar-wai s'y passe d'ailleurs.

#### Cuba
À la différence de l'Argentine, la population parlant chinois de Cuba, autrefois nombreuse, est maintenant groupée autour de la banlieue de Barrio Chino — appelé Barrio Chino de La Habana — sur Calle Zanja, à La Havane. Après la révolution de Fidel Castro en 1959, beaucoup d'entrepreneurs cubains chinois sont partis du pays et ont émigré aux États-Unis. Auparavant, le quartier chinois de la Havane était parmi les plus grands d'Amérique latine. Il est aussi un des plus anciens d'Amérique latine, ayant été créé au milieu du XIXe siècle.

## Les quartiers chinois d'Asie

### Japon

#### Yokohama
Le quartier chinois de Yokohama (横浜中華街 (yokohama chūkagai)) est le plus grand quartier chinois du Japon avec ses 200 restaurants et autant d’échoppes, il a plus de 150 ans, en 1859 avec l'ouverture du port au commerce international, ou les Chinois se sont imposés par leur capacité de négociation et de contrôle des changes. Le quartier chinois de Yokohama a été officiellement reconnu et baptisé Yokohama Chinatown en 1955.

#### Kobe
En 1868, la petite enclave chinoise développée à proximité du port de Kobe adopte le nom de Kobe Chinatown (南京町 (Nankinmachi)).

### Viêt Nam
À Hô Chi Minh-Ville, le quartier de Cholon (5e arrondissement) (en vietnamien : Chợ Lớn, Quân 5) abrite une importante communauté chinoise, dont l'origine remonte à 1770. Ce quartier a longtemps conservé une indépendance forte vis-à-vis des autorités politiques du royaume de Siam, puis du Việt Nam. À la fin des années 1970, à la suite de la réunification, de l'instauration d'une politique de rééducation, et de la guerre sino-vietnamienne, de nombreux Viêt Hoà (vietnamiens d'origine chinoise) ont fui le pays.
La ville portuaire de Hué a été fondé conjointement par les japonais et par les chinois. Un tiers de la ville originelle est appelée encore aujourd'hui le quartier chinois.

### Nauru
Le quartier chinois de Nauru appelé localement the Location est situé à cheval sur les districts d'Aiwo et de Denigomodu, sur la côte Ouest de l'île. Il a été construit au début du XXe siècle par la Pacific Phosphate Company qui les employait dans les carrières à ciel ouvert de phosphate dans le centre de l'île. Ce quartier chinois est principalement peuplé de Chinois de la région de Canton mais aussi d'autres peuples océaniens comme des Gilbertins et des Caroliniens. Au début du XXIe siècle, ce quartier chinois existe toujours mais ses habitants se sont reconvertis dans le commerce, l'industrie du phosphate ayant périclité.

## Les quartiers chinois d'Afrique

### Algérie
Le seul quartier chinois d'Algérie se situe dans la banlieue Est de la capitale (Alger), dans la daïra (arrondissement) no 12 de Dar El Beïda, à l'Ouest de la commune no 21 de Bab Ezzouar en face de la station « Cité Rabia » du tramway d'Alger, dans le quartier lotissement Yahia Boushaki.
Le quartier résidentiel et commercial chinois d'Alger fait son apparition depuis le début des années 2000, lors du développement fort des relations entre l'Algérie et la Chine, et il est toujours en cours de développement.

### Afrique du Sud
Johannesbourg a un vieux quartier chinois sur la Commissioner Street. Un quartier chinois plus récent est situé dans la banlieue de Cyrildene sur la Derrick Avenue.

### Madagascar
Le quartier d'immigrants chinois a Madagascar se trouve dans le quartier de Behoririka dans la capitale Antananarivo. Le quartier est utilisé uniquement pour les magasins.

### Maroc
Un quartier chinois situé sur la rue Mohamed Ben Ahmed Lekrik dans le quartier de Derb Omar de Casablanca se développe depuis l'essor des relations commerciales sino-marocaines en 2004.

## Les quartiers chinois du Moyen-Orient

### Émirats arabes unis
En 2004 est créé un quartier chinois dans l'International City de Dubaï, qui comprend un marché, des restaurants et des entrepots.

## Les quartiers chinois d'Océanie

### Australie

#### Auckland
Des immigrés chinois arrivent lors de la ruée vers l'or de 1861. Leur nombre augmente beaucoup depuis les années 1990.